# Furzi
L'equip Furzi, conegut posteriorment com a Vibor i CBM Fast, va ser un equip ciclista italià, de ciclisme en ruta que va competir entre 1974 a 1979.

## Principals resultats
- Giro de Toscana: Constantino Conti (1975)

### A les grans voltes
- Giro d'Itàlia
  - 6 participacions (1974, 1975, 1976, 1977, 1978, 1979)
  - 4 victòries d'etapa:
    - 3 el 1977: Luciano Borgognoni (2), Renato Laghi
    - 1 el 1978: Wladimiro Panizza

  - 0 classificació finals:
  - 1 classificacions secundàries:
    - Classificació dels joves: Roberto Visentini (1978)

- Tour de França
  - 0 participacions

- Volta a Espanya
  - 0 participacions